# Tuồng cải lương
Tuồng cải-lương (/tûəŋ ka᷉ːj·lɨəŋ/, chinois : 改良從, qui peut signifier «théâtre réformé») est une forme d'opéra folklorique moderne au Viêt-Nam. Cet art mêle des chants folkloriques du Sud du Viêt-Nam, de la musique classique, du tuồng (forme de théâtre classique inspirée de l'opéra chinois) et du théâtre parlé moderne.

## Terminologie
Selon le chercheur culturel Vương Hồng Sển, le terme «tuồng cải-lương» est probablement apparu en 1916 ou 1918 dans la partie la plus méridionale de la Cochinchine française, dans l'actuel delta du Mékong.
En particulier, «tuồng» (從) est un mot originaire de la culture de la Chine du Sud pour décrire un acte dans l'ensemble d'une longue pièce de théâtre, qui constitue également la forme la plus fondamentale du théâtre classique asiatique. Parce que dans le passé, le nombre d'acteurs (con hát) dans chaque troupe de théâtre (nhà trò) était très petit, ils n'avaient donc pas les conditions pour jouer la pièce en entier, ils ne jouaient donc qu'une à deux pièces en fonction de la demande du locataire. En outre, «cải-lương» (改良) tire son origine d'un des slogans politiques du mouvement de modernisation (phong-trào Minh-Tân), sa signification originelle est d'améliorer la qualité du bien-être de l'État pour la classe populaire. Mais lorsqu’il est utilisé comme adjectif, le public ne l’entend que comme «réforme». C'est pourquoi «tuồng cải-lương» signifie «pièce réformé» (exactement) ou «théâtre réformé» (relatif). Le terme est souvent traduit par «tuông-caïluong» (en français) ou «cairoless» (en anglais) dans les documents internationaux.

## Histoire
Le tuồng cải-lương est originaire du Sud du Viêt-Nam au début du vingtième siècle. Lors de l'Exposition Universelle de Paris en 1900, l'anthropologue Léon Azoulay utilise 400 cylindres de cire pour enregistrer la musique d'une troupe d'artistes de Cochinchine. Parmi elles, il existe un certain nombre de mélodies qui peuvent être considérées comme des prédécesseurs du tuồng cải-lương. Cependant selon une légende populaire non vérifiée, vers le début du 20e siècle (1918 à Bạc Liêu), le musicien Cao Văn Lầu (ou Sáu Lầu) aurait emprunté la position de sa femme pour se plaindre de son statut de concubine. Les mélodies poignantes de la chanson Les battements de tambour nocturnes provoquent le désir d'un mari absent (Dạ-cổ hoài lang) sont devenues la base de la formation de la partie musicale de l'art tuồng cải lương.
Dans les années 1930, pendant la période coloniale française du pays, cet art se développe, ayant pour public les classes moyennes. Tuồng cải lương est aujourd'hui considéré comme une forme de théâtre national. Contrairement aux autres formes folkloriques, il reste populaire auprès de la majorité de la population jusque dans les années 1970 et 1980, bien qu'il soit en déclin après cette période,.
Le tuồng cải lương peut être comparé à une pièce, qui compte en plus l'aspect du «vọng cổ», terme signifiant «[chanter dans un] style classique». Il s'agit d'un type de chant dont la musique de fond est souvent la cithare đàn tranh ou la guitare phím lõm (guitare vietnamienne). Dans une pièce typique de tuồng cải lương, les interprètes emploient une combinaison de dialogue parlé régulier et de vọng cổ pour exprimer leurs pensées et leurs émotions.
Après les bouleversements politiques des années 1970, tuồng cải lương s'est doté de deux nouvelles branches avec des styles de départ différents.

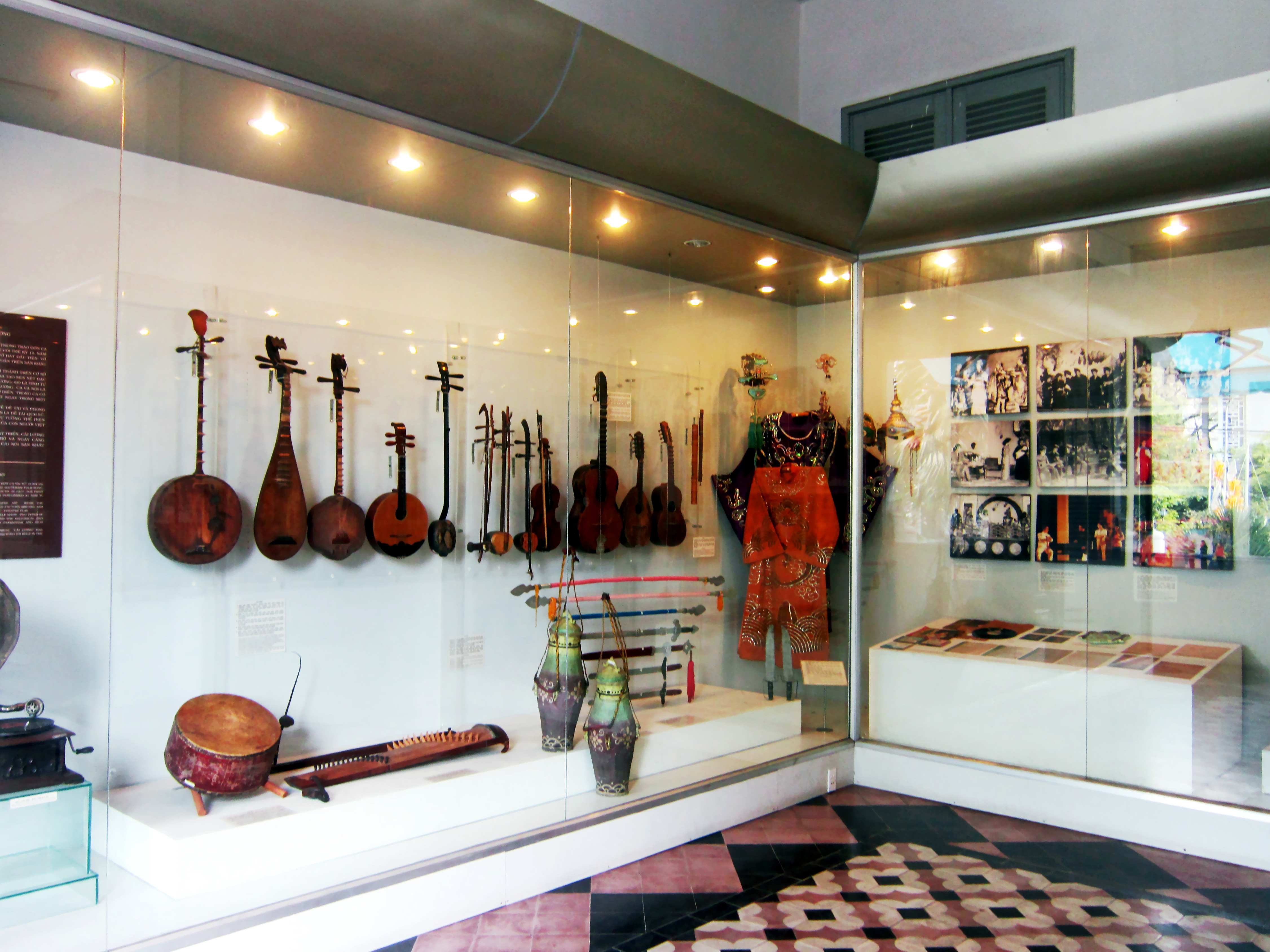
Galerie d'art avec instruments de musique pour tuồng cải-lương.

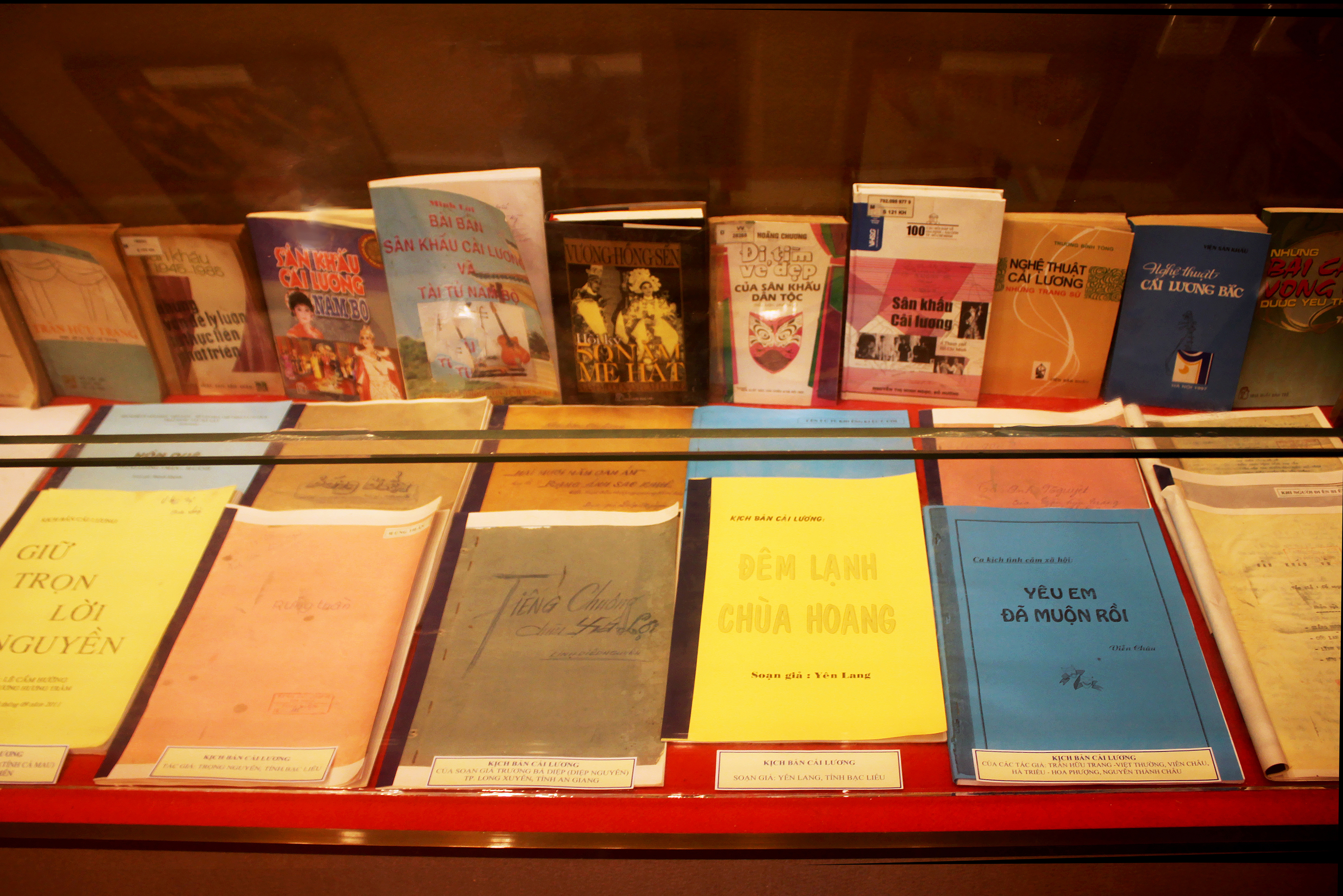
Certains livres présentent l'art du tuồng cải-lương.

- L'Association Générale des Étudiants Vietnamiens de Paris[9] (AGEVP) s'est activement coordonnée avec des artistes exilés pour filmer un certain nombre de pièces de théâtre célèbres. Ils cherchaient à combiner les styles standards du théâtre asiatique traditionnel avec les orchestres symphoniques occidentaux. Toutes les histoires qu'ils racontent au public sont tirées de la littérature classique chinoise et vietnamienne, dont le but est d'éduquer les jeunes à l'identité de leur pays d'origine. La personne qui a apporté une grande contribution au cours de cette période passionnante était l’artrice Bích Thuận.
- Au cours des deux dernières décennies du XXe siècle, le centre de divertissement Thúy-Nga, dans le comté d'Orange, proposait une forme tout à fait unique de tuồng cải lương interprétée par un certain nombre de jeunes artistes. C'est tuồng cải lương entièrement en anglais[10]. Ce style aide les Amérindiens à accéder facilement à une industrie vietnamienne des arts du spectacle de très longue date, tout en faisant découvrir au public de nouveaux visages d’artistes. Cette école est souvent considérée comme la plus performante. Jusque dans les années 2010, un professeur d'anglais nommé Kyo York est devenu célèbre au Viêt-Nam pour avoir interprété plusieurs chansons du tuồng cải lương dans sa langue maternelle[11].

Selon les souvenirs de l'artrice Lê Thiện, lors de la conférence de paix de Paris en 1973, il y a eu une coïncidence si les deux chefs de troupe des arts du spectacle des côtés opposés étaient tous deux des acteurs tuồng cải lương, qui sont Lê Thiện (Nord) et Phùng Há (Sud). Ils se sont rencontrés et ont joué ensemble, puis se sont promis de belles retrouvailles. Selon elle, cet événement signifie l'unification spirituelle avant l'unification géographique.
À l’ère de l’explosion des technologies de l’information, l’art tuồng cải lương doit faire face à des défis imprévisibles. Ainsi, malgré les différences d’idéologie politique ou de religion, de nombreux individus et organisations vietnamiennes ont rapidement reconnu le risque et ont cherché à préserver leur identité. C'est pourquoi d'ici 2023, la chaîne de télévision numérique TodayTV a lancé une émission de téléréalité intitulée «Học-viện [Tuồng] Cải-lương» (Académie de tuồng cải-lương). C'est la cristallisation de 29 ans d'enthousiasme de l'artiste du peuple Bạch Tuyết. Le but de ce projet est, à travers un concours de chant, de trouver de nouveaux éléments pour la scène tuồng cải lương, qui aideront cette industrie artistique à ne pas se perdre dans le courant du temps.

## Culture

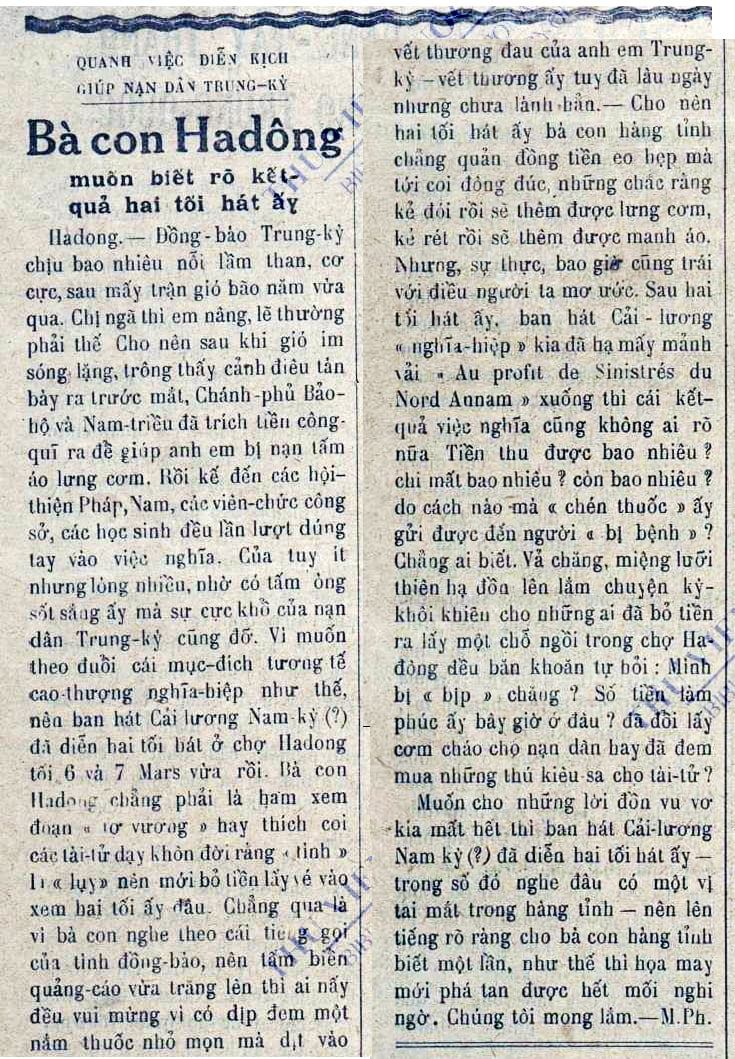
Un article de journal de 1935 faisait état d'une troupe de théâtre de Cochinchine se produisant pour collecter des fonds pour les victimes des inondations dans le bourg de Ha-dông.

Au moment où les Accords de Genève ont été signés, près d'un million d'habitants du Nord avaient migré vers le Sud pour créer une toute nouvelle puissance culturelle dans le pays de tuồng cải lương. Si avant la création de la République du Viêt-Nam, les troupes de théâtre du Sud n'étaient pas capables de monter des pièces de théâtre majeures, alors les managers du Nord ont appris le style hollywoodien pour construire un certain nombre de scénarios efficaces pour plusieurs dizaines de personnes, voire plus d'une centaine de personnes,. Un exemple typique est la troupe de Kim-Chung du manager Trần Viết Long (ou Trần Lang), qui à l'époque a déposé sa marque en tant qu'organisation de spectacles à très grande échelle. Cette compagnie à la fois diffuse des films et organise des représentations de tuồng cải lương avec pas moins de 10 troupes de théâtre. Ils ont également lancé une toute nouvelle forme de commerce à cette époque, qui faisait la lancet (lăng-sê) de jeunes acteurs et imprimait des publicités tuồng cải lương sur des produits de consommation courants. Ces choses font que la scène artistique apparemment oubliée voit soudainement le public venir au théâtre comme des abeilles.
Selon les souvenirs de l'artiste du peuple Minh Vương, les années 1960 et 1970 ont été l'âge d'or du tuồng cải lương d'épée. Lui-même a été grièvement blessé à plusieurs reprises alors qu'il effectuait des scènes de combat à l'épée dans les airs. Au départ, ces améliorations ont aidé les artistes tuồng cải lương à attirer beaucoup d’attention du public. Mais rapidement, à mesure que le temps passe, le coût de réalisation de scènes complexes devient de plus en plus un fardeau pour les managers. Cette réalité a conduit au début des années 1970 à la dissolution continue de centaines de troupes de théâtre dans la seule zone de Saïgon, tandis que de grandes troupes ont été contraintes de réduire leurs représentations. Avant l'unification complète du Viêt-Nam (1976), il ne restait que 3 troupes de théâtre sur le territoire de la République du Viêt-Nam : Kim Chung, Dạ Lý Hương et Thanh Minh-Thanh Nga.
Depuis les années 1980, le style de performance de tuồng cải lương a de plus en plus absorbé l'influence de la cinématographie, et les managers ont même abusé du tournage pour rendre difficile au public de faire la distinction entre les films et les pièces de théâtre. Les années 1990 ont vu une forte croissance du tuồng cải lương sous forme de cassettes vidéo (betacam), largement vendues sur le marché à des prix inférieurs à ceux des billets de théâtre. Comme l'artiste Kim Tử Long l'a expliqué plus tard, «cela a stimulé la paresse du public à aller au théâtre, ce qui a affaibli davantage la forme d'art traditionnelle»,. Tout cela a une conséquence : Lorsque le cinéma de Hong Kong perd son influence au niveau asiatique, l’art tuồng cải lương au Viêt-Nam décline également. Au cours des années 2000, alors que le Hallyu était presque devenu le centre de la culture du divertissement asiatique, tuồng cải lương était incapable de s'y réconcilier. C'est pourquoi les pièces de théâtre ne intéressent plus le public, notamment les jeunes.

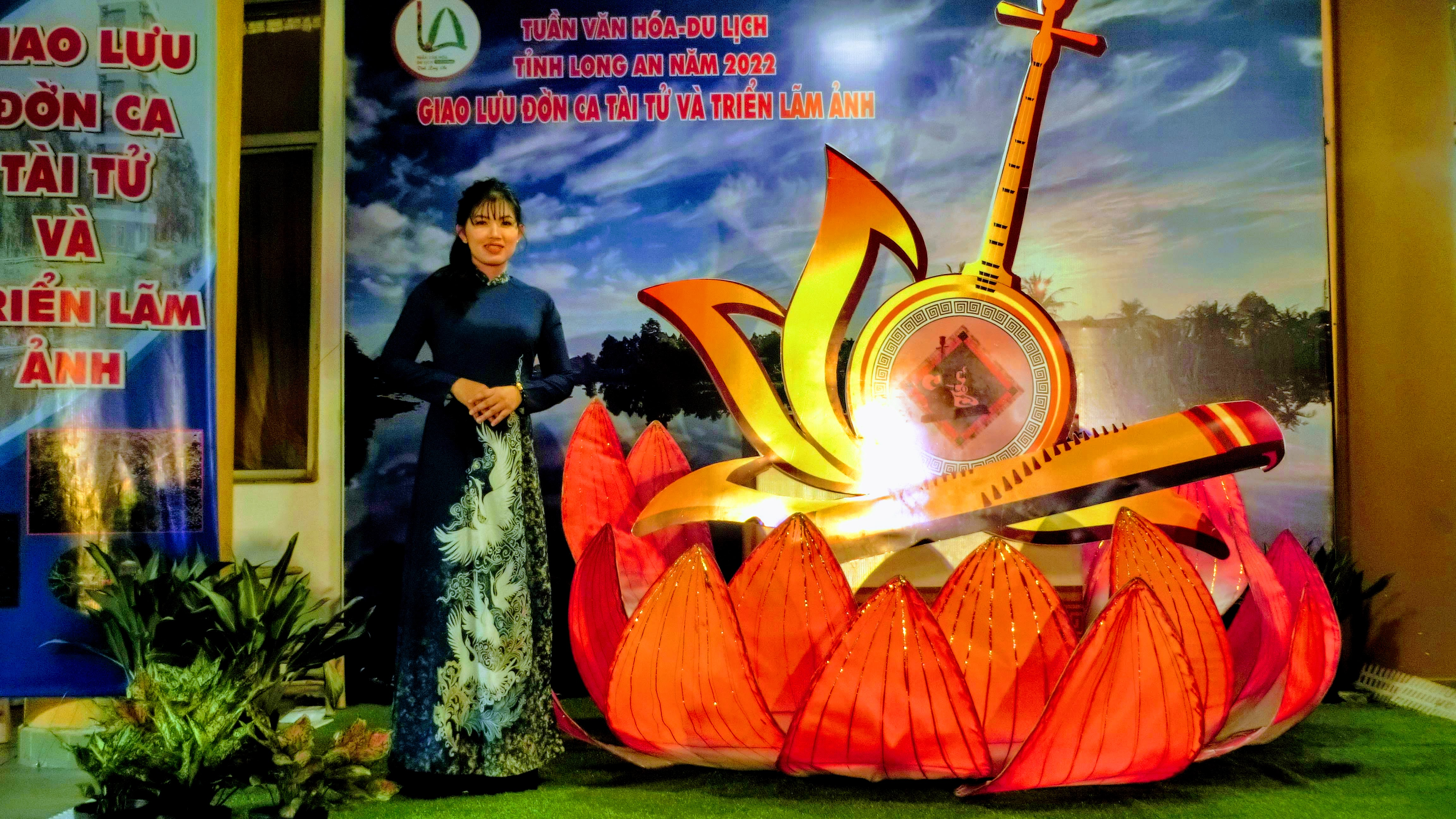
Une jeune artiste féminine à côté des symboles du tuồng cải lương, exposé à Long An en 2022.

Dans le contexte du déclin de l'art tuồng cải lương depuis le début des années 2000, l'artiste du peuple Bạch Tuyết, sous le parrainage d'organisations culturelles gouvernementales, a tenté par tous les moyens de faire connaître cette industrie théâtrale aux jeunes, sans pour l'essentiel l'école. Les grandes chaînes de télévision donnent également la priorité à la diffusion de nombreux concours musicaux présentant des performances de haute qualité.
Depuis 2022, où la pandémie de Covid-19 a donné plus de temps libre aux gens, une nouvelle forme de tuồng cải lương s'est développée sur les réseaux sociaux, appelée «théâtre [expérimental] contemporain» (tuồng cải-lương thử-nghiệm đương-đại). L'essence de ce style est la combinaison du tuồng cải lương avec des formes musicales complètement nouvelles telles que : Jazz, rock, rap ou R&B... Ces choses sont apparues depuis les années 1980, mais n'ont pas eu un grand effet. En 2023, l’artiste Bạch Tuyết s’est associé au rappeur Wowy pour lancer un produit musical YouTube dans lequel, pour la première fois, le tuồng cải lương s’associe au hiphop,. Selon la chaîne de télévision Vĩnh-Long (THVL), le nombre de téléspectateurs intéressés par tuồng cải lương a atteint le taux le plus élevé depuis 20 ans. Immédiatement après, un court clip de 5 minutes combinant le tuồng cải lương avec une tendance avant-gardiste a également été publié sur TikTok et est devenu un phénomène sur les réseaux sociaux. Cependant, selon l’artiste Bạch Tuyết, le chemin pour relancer cette industrie artistique est encore très difficile.

## Chanteurs notables
Cette liste ne peut être qu'approximative. Cela ne peut pas vous aider à connaître les noms de tous les personnages impliqués, alors veuillez vous référer à la Liste des artistes du tuồng cải lương.
Avant les années 1950
- Ba Du
- Năm Phỉ
- Phùng Há
- Út Trà Ôn
- Viễn Châu
- Năm Châu
- Bích Thuận
- Bích Sơn
- Kim Chung
- Kim Xuân
- Tiêu Lang
- Hậu Tấn
- Năm Nghĩa
- Trần Hữu Trang
- Xuân Phát
- Đào Mộng Long
- Bà Năm Sadec
- Bà Minh Ngọc
- Tám Danh
- Túy Hoa
- Hà Triều
- Hoa Phượng
- Thanh Nga
- Ái Liên
- Hề Sa
- Lệ Thanh
- Ngọc Dư

Avant les années 1980
- Bảy Nam (vi) (1913-2004)
- Lê Thanh Trí (1924-2002)
- Hữu Phước (vi) (1932-1997)
- Phi Hùng (né en 1932)
- Thành Được (vi) (né en 1934)
- Út Bạch Lan (vi) (1935-2016)
- Hùng Cường (vi) (1936-1996)
- Minh Cảnh (vi) (né en 1938)
- Tấn Tài (vi) (1938-2011)
- Út Hiền (vi) (1940-1986)
- Diệp Lang (vi) (né en 1941)
- Dũng Thanh Lâm (vi) (1942-2004)
- Ngọc Hương (vi) (1942-2017)
- Mộng Tuyền
- Kim Ngọc (vi) (1943-2011)
- Thanh Sang (vi) (1943-2017)
- Phương Quang (vi) (1942-2018)
- Thanh Thanh Hoa (vi) (1943-2009)
- Minh Phong (vi) (1944-2008)
- Bạch Tuyết (vi) (né en 1945)
- Hồng Nga (vi) (né en 1945)
- Ngọc Giàu (vi) (né en 1945)
- Phương Bình (vi) (né en 1947)
- Phượng Liên (vi) (né en 1947)
- Lệ Thủy (vi) (né en 1948)
- Thanh Tuấn (vi) (né en 1948)
- Minh Vương (vi) (né en 1949)
- Mỹ Châu (vi) (né en 1950)
- Bạch Mai
- Lê Thiện
- Thanh Vy
- Thanh Dậu
- Thanh Tòng
- Bạch Lê (né en 1951)
- Chí Tâm (vi) (né en 1952)
- Bích Hạnh (né en 1953)
- Thanh Kim Huệ (vi) (né en 1955)
- Hương Lan (né en 1956)
- Thanh Thanh Hiền

Avant les années 2000
- Vũ Linh
- Tài Linh
- Phượng Mai (vi) (né en 1956)
- Châu Thanh
- Thanh Hằng
- Thanh Ngân
- Phương Hồng Thủy
- Linh Tâm
- Thanh Thanh Tâm
- Phượng Hằng
- Cẩm Tiên
- Kim Tử Long
- Thoại Mỹ
- Vũ Luân
- Hồng Loan
- Tú Sương
- Ngọc Huyền (vi)
- Thanh Ngọc
- Ngân Quỳnh
- Trọng Phúc
- Hữu Quốc
- Kim Tiểu Long
- Phi Nhung
- Mạnh Quỳnh
- Hương Thủy
- Quế Trân
- Kim Tiểu Long
- Y Phụng

Avant les années 2030
- Trinh Trinh
- Võ Minh Lâm
- Bình Tinh
- Ngọc Ðợi
- Ðào Vũ Thanh
- Hồ Ngọc Trinh
- Bùi Lê Kim Ngọc
- Đan Thy
- Hồng Nhung[29]
- Trần Thị Như Huỳnh
- Thúy My
- Trần Ngọc Nhã Thi
- Ðặng Thị Mỹ Vân
- Phạm Anh Chàng
- Võ Thành Phê
- Phùng Ngọc Bảy
- Minh Trường
- Nguyễn Thanh Toàn
- Lê Trung Thảo
- Biện Thuy
- Tú Tri
- Quách Phú Thành
- Hùng Vương
- Melany Trần

### Bibliographiques
- Hoàng Chương, Văn hóa Việt Nam tổng hợp 1989–1995 : Tóm tắt về hành trình sân khấu Việt Nam, Ban Văn hóa Văn nghệ Trung ương, Hà Nội, Việt Nam, 1989.
- Tuấn Giang, Lịch-sử tuồng cải-lương (Histoire du tuồng cải-lương), Hà Nội, Việt Nam, 2007.
- Lê Dân, Người đẹp màn bạc Việt một thời, Thanhnien Online, 6 tháng 3 năm 2013.
- Lê Quang Thanh Tâm, Điện ảnh miền Nam trôi theo dòng lịch sử, NXB Văn Hóa Văn Nghệ TPHCM, Sài Gòn, 2015.
- Phạm Công Luận, Hồi ức, sưu khảo, ghi chép về văn hóa Sài Gòn, Nhà sách Phương Nam & Nhà xuất bản Thế Giới, Sài Gòn, 2016–2022.
- Max Hastings, Vietnam : An Epic Tragedy, 1945 - 1975, Harper Perennial, New York, October 15, 2019.
- Nguyễn Thị Thu Hồng, Nghệ-thuật tuồng cải-lương ở Nam-bộ (L'art tuồng cải-lương à Cochinchine), Saïgon, Viêt-Nam, 6 novembre 2021.
- 馬克斯‧黑斯廷斯（原文作者），譚天（譯者），《越南啟示錄1945-1975：美國的夢魘、亞洲的悲劇》（上、下冊不分售），八旗文化，臺北市，2022/04/08。